# Lijst van voetbalinterlands Australië - Zuid-Korea
Deze lijst van voetbalinterlands is een overzicht van alle officiële voetbalwedstrijden tussen de nationale teams van Australië en Zuid-Korea. De landen speelden tot op heden 31 keer tegen elkaar. De eerste ontmoeting, een vriendschappelijke wedstrijd, werd gespeeld in Saigon (toenmalig Zuid-Vietnam) op 14 november 1967. Het laatste duel, een kwartfinale van de Azië Cup 2023, vond plaats in Al Wakrah (Qatar) op 2 februari 2024.

## Wedstrijden
| №  | Plaats    | Datum             | Competitie                   | Wedstrijd              | Uitslag |
| -- | --------- | ----------------- | ---------------------------- | ---------------------- | ------- |
| 1  | Saigon    | 14 november 1967  | Vriendschappelijk            | Zuid-Korea – Australië | 2 – 3   |
| 2  | Seoel     | 14 oktober 1969   | WK 1970 kwalificatie         | Australië – Zuid-Korea | 2 – 1   |
| 3  | Seoel     | 20 oktober 1969   | WK 1970 kwalificatie         | Zuid-Korea – Australië | 1 – 1   |
| 4  | Seoel     | 22 oktober 1972   | Vriendschappelijk            | Zuid-Korea – Australië | 1 – 1   |
| 5  | Seoel     | 24 oktober 1972   | Vriendschappelijk            | Zuid-Korea – Australië | 0 – 2   |
| 6  | Sydney    | 28 oktober 1973   | WK 1974 kwalificatie         | Australië – Zuid-Korea | 0 – 0   |
| 7  | Seoel     | 10 november 1973  | WK 1974 kwalificatie         | Zuid-Korea – Australië | 2 – 2   |
| 8  | Hongkong  | 13 november 1973  | WK 1974 kwalificatie         | Australië – Zuid-Korea | 1 – 0   |
| 9  | Sydney    | 27 augustus 1977  | WK 1978 kwalificatie         | Australië – Zuid-Korea | 2 – 1   |
| 10 | Busan     | 23 oktober 1977   | WK 1978 kwalificatie         | Zuid-Korea – Australië | 0 – 0   |
| 11 | Singapore | 17 oktober 1982   | Vriendschappelijk            | Zuid-Korea – Australië | 2 – 3   |
| 12 | Singapore | 15 december 1983  | Vriendschappelijk            | Zuid-Korea − Australië | 1 − 3   |
| 13 | Seoel     | 21 juni 1987      | Vriendschappelijk            | Zuid-Korea – Australië | 1 – 1   |
| 14 | Seoel     | 5 september 1990  | Vriendschappelijk            | Zuid-Korea – Australië | 1 – 0   |
| 15 | Busan     | 9 september 1990  | Vriendschappelijk            | Zuid-Korea – Australië | 1 – 0   |
| 16 | Seoel     | 14 juni 1991      | Vriendschappelijk            | Zuid-Korea – Australië | 0 – 0   |
| 17 | Seoel     | 24 september 1993 | Vriendschappelijk            | Zuid-Korea – Australië | 1 – 1   |
| 18 | Seoel     | 26 september 1993 | Vriendschappelijk            | Zuid-Korea – Australië | 1 – 0   |
| 19 | Brisbane  | 22 januari 1997   | Vriendschappelijk            | Australië – Zuid-Korea | 2 – 1   |
| 20 | Sydney    | 11 februari 1998  | Vriendschappelijk            | Australië – Zuid-Korea | 1 – 0   |
| 21 | Dubai     | 7 oktober 2000    | Vriendschappelijk            | Zuid-Korea – Australië | 4 – 2   |
| 22 | Suwon     | 3 juni 2001       | FIFA Confederations Cup 2001 | Zuid-Korea – Australië | 1 – 0   |
| 23 | Seoel     | 5 september 2009  | Vriendschappelijk            | Zuid-Korea – Australië | 3 – 1   |
| 24 | Doha      | 14 januari 2011   | Azië Cup 2011                | Australië – Zuid-Korea | 1 – 1   |
| 25 | Hwaseong  | 14 november 2012  | Vriendschappelijk            | Zuid-Korea – Australië | 1 – 2   |
| 26 | Seoel     | 20 juli 2013      | Vriendschappelijk            | Zuid-Korea – Australië | 0 – 0   |
| 27 | Brisbane  | 17 januari 2015   | Azië Cup 2015                | Australië – Zuid-Korea | 0 – 1   |
| 28 | Sydney    | 31 januari 2015   | Azië Cup 2015                | Zuid-Korea – Australië | 1 – 2   |
| 29 | Brisbane  | 17 november 2018  | Vriendschappelijk            | Australië – Zuid-Korea | 1 – 1   |
| 30 | Busan     | 7 juni 2019       | Vriendschappelijk            | Zuid-Korea − Australië | 1 − 0   |
| 31 | Al Wakrah | 2 februari 2024   | Azië Cup 2023                | Australië − Zuid-Korea | 1 − 2   |

## Samenvatting
| Competitie              | Totaal gespeeld | Winst Australië | Gelijk | Winst Zuid-Korea | Doelsaldo Australië – Zuid-Korea |
| ----------------------- | --------------- | --------------- | ------ | ---------------- | -------------------------------- |
| WK-kwalificatie         | 7               | 3               | 4      | 0                | 8 − 5                            |
| FIFA Confederations Cup | 1               | 0               | 0      | 1                | 0 − 1                            |
| Azië Cup                | 4               | 1               | 1      | 2                | 4 − 5                            |
| Vriendschappelijk       | 19              | 7               | 6      | 6                | 23 − 22                          |
| Totaal                  | 31              | 11              | 11     | 9                | 35 − 33                          |

Wedstrijden bepaald door strafschoppen worden, in lijn met de FIFA, als een gelijkspel gerekend.

## Details

### 28ste ontmoeting
| Finale Azië Cup 2015 (scheidsrechter Alireza Faghani, Sydney, Australië, 31 januari 2015):                                                                 |                 | |
| Zuid-Korea | 1 – 2 (n.v.)    | Australië |
| Son Heung-min (Ki Sung-yueng) 90+2' | goals (assists) | 45' Massimo Luongo (Trent Sainsbury) 105' James Troisi (Tomi Jurić) |
| Uli Stielike | bondscoach      | Ange Postecoglou |
| Kim Jin-hyeon Kim Jin-su Kwak Tae-hwi Park Joo-ho 71' Kim Young-gwon Jang Hyun-soo Cha Du-ri Son Heung-min Nam Tae-hee 63' Ki Sung-yueng Lee Jung-hyup 87' | opstellingen    | Mathew Ryan 74' Ivan Franjić Jason Davidson Mark Milligan Matthew Špiranović Trent Sainsbury Mile Jedinak Massimo Luongo 63' Tim Cahill Mathew Leckie 71' Robbie Kruse |
| Lee Keun-ho 63' Han Kook-young 71' Kim Joo-young 87' | wissels         | 63' Tomi Jurić 71' James Troisi 74' Matt McKay |
| | gele kaarten    | 6' Ivan Franjić 41' Jason Davidson 59' Matthew Špiranović 67' Mile Jedinak 68' Robbie Kruse                                                                            |